# Lluita Internacionalista
Lluita Internacionalista, també conegut com a Lluita Internacionalista - Quarta Internacional (LI-QI), és un partit polític espanyol fundat a Barcelona. Forma part d'Unitat Internacional dels Treballadors - Quarta Internacional.
El partit sorgí arran del Tercer Congrés del Partido Revolucionario de los Trabajadores (PRT) de maig de 1999, quan es decidí que el projecte minoritari iniciés una experiència separada, si bé formalment lligada al PRT i a la Lliga Internacional dels Treballadors - Quarta Internacional (LIT-QI). El juny del 1999, LI va participar en les eleccions locals i catalanes, la qual cosa motivà el setembre la seua expulsió del partit, car el PRT estava integrat en la coalició Izquierda Unida (IU), malgrat les protestes dels membres de LI. Des d'aleshores és reconeguda com a organització simpatitzant per la LIT-QI.
LI defensa la transformació d'Espanya en una Federació de Repúbliques Socialistes seguint la ideologia trotskista, i reconeix el dret d'autodeterminació de Catalunya. Els últims anys, dins de la seva estratègia trotskista, s'han integrat en moviments propers a l'Esquerra Independentista i forma part de la CUP. El seu òrgan és Lluita Internacionalista.